# Черемшанка (Ішимський район)
Черемша́нка (рос. Черемшанка) — село у складі Ішимського району Тюменської області, Росія.
Населення — 435 осіб (2010, 473 у 2002).
Національний склад станом на 2002 рік:
- росіяни — 88 %